# Traian Băsescu
Traian Băsescu, né le 4 novembre 1951 à Basarabi (aujourd'hui Murfatlar), près de Constanța (județ de Constanța), est un homme d'État roumain. Il est président de Roumanie de 2004 à 2014.
Ancien officier de marine marchande, il est ministre des Transports à plusieurs reprises entre 1991 et 2000, puis maire de Bucarest et président du Parti démocrate (PD), qu'il oriente vers le centre droit de l'échiquier politique.
Après avoir remporté l'élection présidentielle de 2004 face au candidat de centre gauche Adrian Năstase, il devient président de la Roumanie. Il est réélu de justesse pour un second mandat lors du scrutin présidentiel de 2009 face à Mircea Geoană. À deux reprises, en 2007 et 2012, il est suspendu de ses fonctions par le Parlement, mais les référendums qui s'ensuivent ne permettent pas sa destitution. Sa présidence est marquée par l'entrée de la Roumanie dans l'Union européenne, par un renforcement de la lutte contre la corruption et par les conséquences de la « Grande Récession ».
Président du Parti Mouvement populaire (PMP) de 2015 à 2018, il est élu sénateur en 2016 et député européen en 2019.

## Biographie

### Jeunesse
Traian Băsescu est le fils d'un commissaire politique communiste de l'armée roumaine, Dumitru Băsescu, affecté à partir de 1949 au 18e régiment de blindés de Basarabi, et camarade de promotion des généraux Victor Atanasie Stănculescu et Vasile Milea, qui, en 1989, prennent une part déterminante au renversement de Nicolae Ceaușescu,. Il a un frère, Mircea, né en 1953.

### Carrière dans la marine
En 1977, Traian Băsescu sort diplômé de l'Institut naval de Constanța et devient officier de marine pour la compagnie d'État NavRom, qui a succédé au SMR. Entre 1981 et 1987, il est capitaine du cargo mixte Biruința, le plus grand navire de la flotte marchande roumaine. À partir de 1989, Băsescu est le responsable de l'agence NavRom à Anvers, le troisième port d'Europe à cette époque.

### Ascension politique

#### Ministre des Transports
Après la révolution de décembre 1989, il entre dans l'arène politique aux côtés d'Ion Iliescu et de Petre Roman, et devient ministre des Transports dans les gouvernements Roman et Stolojan entre 1991 et 1992. Lorsque le Front de salut national (FSN) se divise entre une aile conservatrice incarnée par Iliescu et une aile réformatrice incarnée par Roman, Băsescu reste au FSN aux côtés de Roman, lorsque, en 1993, le parti prend le nom de Front de salut national-Parti démocrate (FSN-PD). Il devient député de ce parti, de 1992 à 1996.
Băsescu dirige l'équipe de campagne de Petre Roman lors de l'élection présidentielle de 1996. Ce dernier échoue contre Emil Constantinescu, le candidat libéral, mais Băsescu est réélu au Parlement. Il redevient ministre des Transports des gouvernements de coalition de centre droit de Victor Ciorbea, Radu Vasile et Mugur Isărescu, entre 1996 et 2000. Dans le même temps, il est mis en cause dans le dossier « Flota », une affaire concernant des pots-de-vin perçus lors de la privatisation de la marine marchande roumaine, mais il n'est pas poursuivi, la justice ayant conclu à l'absence de tout dommage.

#### Maire de Bucarest
Considéré comme charismatique, il est élu, en juin 2000, maire de la capitale de la Roumanie, Bucarest, avec 50,7 % des voix au second tour, face au social-démocrate Sorin Oprescu.

#### Président du Parti démocrate
Le 19 mai 2001, il est élu à la présidence du Parti démocrate, qui vient de changer de nom, face à son fondateur, Petre Roman, qui avait obtenu seulement 3 % des voix à l'élection présidentielle de 2000. Alors que le PD est social-démocrate, Traian Băsescu l'oriente progressivement vers le centre droit. En 2003, en vue des élections de l'année suivante, il organise une coalition avec le Parti national libéral (PNL), l'Alliance Justice et Vérité (DA). Cette coalition soutient la candidature à l'élection présidentielle de Theodor Stolojan, ancien Premier ministre libéral.

#### Élection présidentielle de 2004
À la suite du désistement de Theodor Stolojan officiellement pour des raisons de santé, Traian Băsescu se présente au nom de l'Alliance Justice et Vérité face au Premier ministre social-démocrate, Adrian Năstase.
Pendant la campagne présidentielle, il prend des positions tranchées visant à mettre fin aux privilèges des élus, à ouvrir les archives de la Securitate, à restituer aux propriétaires d'origine les biens personnels confisqués par le régime communiste et vainement revendiqués depuis quinze ans, à accélérer la mise du pays aux normes juridiques et économiques européennes. Il suscite ainsi une levée de boucliers politique et médiatique dépassant les clivages politiques. Accusé d'être un ancien communiste et d'être corrompu, il réplique à Adrian Năstase, lors d'un débat télévisé d'entre deux tours : « Cite-moi un seul politique, un seul candidat qui n'ait pas été communiste et qui arrive à vivre uniquement de son salaire, et je me désiste tout de suite pour lui. Oui, j'ai été communiste, oui, j'ai fait du business, mais moi au moins je l'avoue. »
Traian Băsescu remporte le second tour de l'élection présidentielle, le 12 décembre 2004, avec 51,23 % des voix. Sa victoire, qui constitue une surprise, est mise en parallèle avec la révolution orange, qui a lieu à la même période en Ukraine, en raison de ses positions réformistes et de la couleur orange utilisée par la coalition victorieuse.

### Président de Roumanie

#### Premier mandat

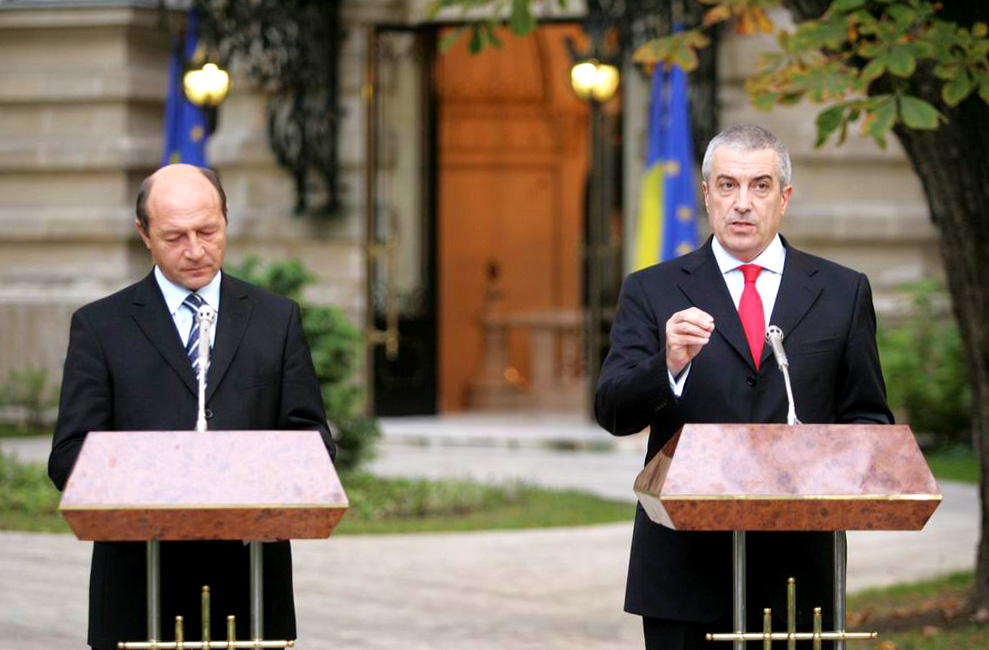
Traian Băsescu et son Premier ministre, Călin Popescu-Tăriceanu, en octobre 2005.

Il devient officiellement le troisième président de Roumanie post-communiste, pour un mandat de cinq ans, le 20 décembre 2004. Il quitte alors ses fonctions de maire de Bucarest et de président du Parti démocrate.
Călin Popescu-Tăriceanu, président du Parti national libéral, allié du Parti démocrate de Traian Băsescu au sein de l'Alliance Justice et Vérité, devient Premier ministre le 29 décembre 2004. Alors que la société civile a joué un rôle important pendant la campagne présidentielle, la juriste Monica Macovei devient ministre de la Justice. Celle-ci, avec le soutien de Băsescu, mène de nombreuses réformes malgré l'opposition de parlementaires, y compris de la majorité présidentielle. Elle renforce notamment les pouvoirs des procureurs et assure leur indépendance, ce qui permet à plusieurs enquêtes de corruption de haut niveau d'aboutir : des membres du Parlement, notamment Adrian Năstase, ministres et membres des autorités judiciaires ou policières sont poursuivis.
Traian Băsescu est le premier chef d'État roumain à condamner officiellement les crimes des communistes dans un discours au Parlement, le 18 décembre 2006, malgré les sifflets d'une partie des élus. Il déclare notamment : « Pour les citoyens roumains, le communisme a été un régime imposé par un groupe politique qui s'est proclamé gardien de la vérité, un régime totalitaire issu de la violence et qui a fini dans la violence. C'était un régime oppressif qui a exproprié la population roumaine pendant cinq décennies d'histoire moderne. Il a violé les lois et forcé les citoyens à vivre dans le mensonge et la peur. Des enquêtes approfondies et des déclarations de témoins ont souligné la nature antipatriotique du régime communiste. Au vu de cela nous pouvons conclure que le régime communiste qui a gouverné la Roumanie de 1945 à 1989 a été illégitime et criminel. »
Le 5 avril 2007, alors que les tensions entre le président et le Premier ministre Călin Popescu-Tăriceanu se renforcent, celui-ci forme un nouveau gouvernement sans le Parti démocrate, mais avec le soutien du Parti social-démocrate. Une procédure de destitution est alors lancée contre Traian Băsescu, que ses opposants accusent d'avoir adopté une « attitude partisane », en raison notamment de son « refus injustifié de nommer des ministres proposés par le Premier ministre ». Le Parlement vote la suspension des fonctions du président Băsescu le 19 avril 2007, par 322 voix contre 108 et 10 abstentions ; celle-ci devient effective le lendemain. Aux termes de la Constitution roumaine, un référendum est organisé le 19 mai pour décider si le président reprendra ses fonctions ou non. En attendant, Traian Băsescu reste président de Roumanie, mais ses fonctions sont assurées par le président du Sénat, Nicolae Văcăroiu. Les résultats du référendum constituent une large victoire pour le président, puisque le « non » l'emporte avec 74,5 % des suffrages exprimés, ce qui décrédibilise la majorité parlementaire.
Lors des élections législatives du 30 novembre 2008, le Parti démocrate-libéral (PDL), nouveau nom du Parti démocrate, est la formation remportant le plus de sièges au Parlement, devant l'alliance Parti social-démocrate (PSD) - Parti conservateur (PC), qui arrive légèrement en tête du scrutin en nombre de voix, tandis que le Parti national libéral, mené par le Premier ministre Călin Popescu-Tăriceanu, arrive en troisième position. Après le désistement de Theodor Stolojan, qui avait été initialement désigné, c'est Emil Boc qui devient chef du gouvernement, à la tête d'une grande coalition PDL-PSD. À l'approche de l'élection présidentielle de 2009, la coalition avec le PSD est rompue et le gouvernement est renversé par une motion de censure.

#### Second mandat

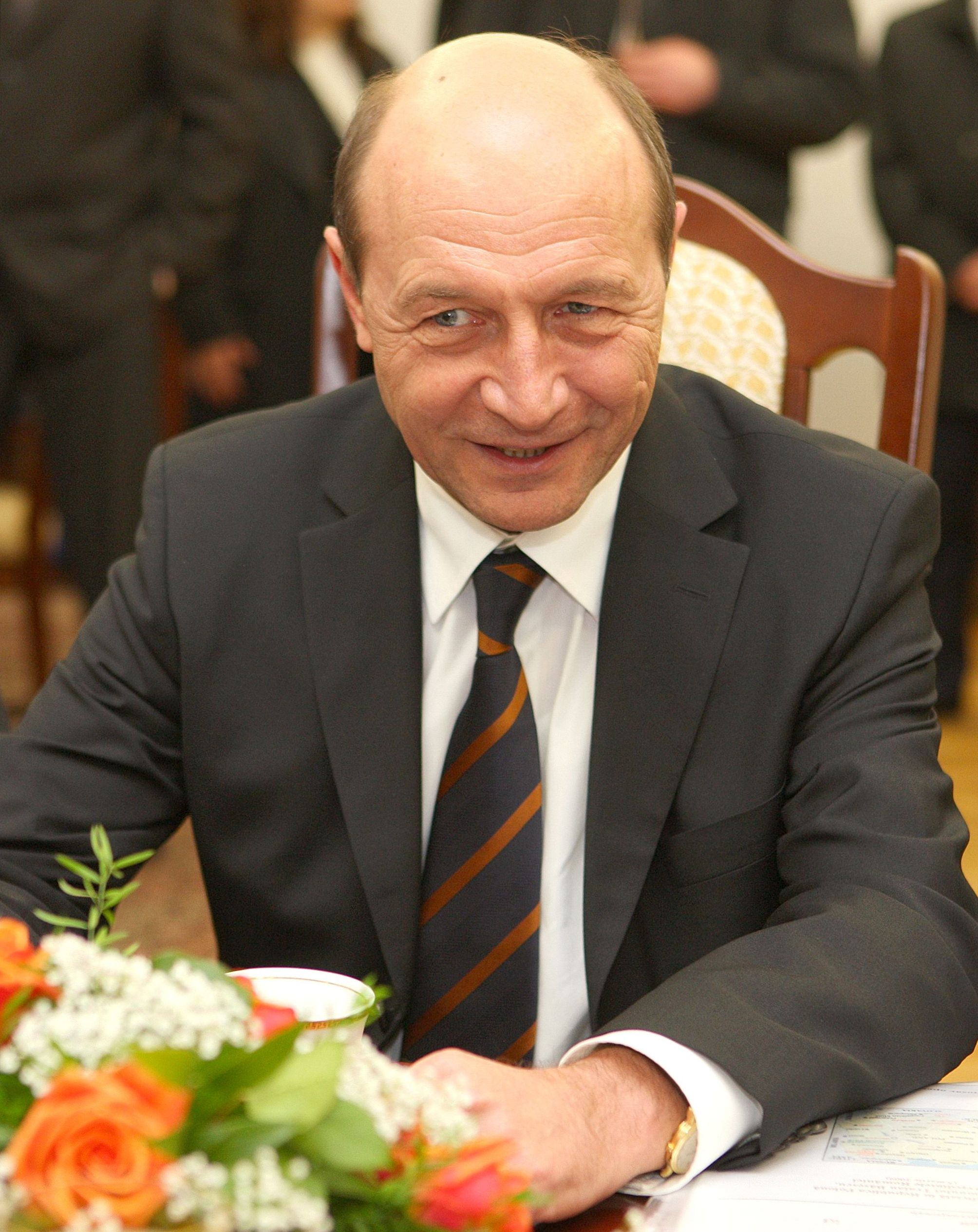
Traian Băsescu au Sénat de la république de Pologne, en 2009.

Traian Băsescu annonce qu'il est candidat à sa succession pour continuer notamment à réformer un État qu'il juge encore miné par la corruption. Il indique que, le même jour que le premier tour de la présidentielle, se tiendra un référendum qui vise à introduire une seule chambre et à réduire le nombre de parlementaires, qui sont, selon lui, en majorité corrompus et bloquent les réformes. De nombreux diplomates étrangers saluent alors son action contre la corruption. Sur le plan économique, il promet de continuer à réduire les dépenses publiques.
Lors du premier tour de l'élection présidentielle, le 22 novembre 2009, il arrive en tête avec 32,4 % des suffrages, devançant de peu son adversaire social-démocrate, Mircea Geoană. Par ailleurs, 77,8 % des électeurs ont approuvé par référendum l'idée d'une république monocamérale et 88,8 % une réduction du nombre de parlementaires de 471 à 300. Mircea Geoană prend un avantage en obtenant, entre les deux tours, le soutien du candidat du Parti national libéral, Crin Antonescu, qui a recueilli 20 % des voix. Le candidat de la gauche est ainsi donné gagnant par les sondages, deux d'entre eux le créditant même, trois jours avant le second tour, d'une avance de huit points sur le président sortant. Mais au soir du 6 décembre, la confusion règne, les deux candidats revendiquant la victoire. C'est finalement Traian Băsescu qui remporte le scrutin, avec 50,34 % des voix et 70 000 voix d'avance. L'opposition conteste la régularité du scrutin, mais les observateurs de l'Organisation pour la sécurité et la coopération en Europe (OSCE), présents sur place, indiquent que l'élection s'est « tenue dans le respect des engagements pris auprès de l'OSCE ». Après la décision de la Cour constitutionnelle rejetant la tenue d'une nouvelle élection, le candidat de la gauche admet sa défaite et souhaite bonne chance à Băsescu.
Investi le 21 décembre 2009, Traian Băsescu rend hommage au millier de jeunes morts lors des combats de la révolution de 1989, et reconduit Emil Boc au poste de Premier ministre. Celui-ci tente d'abord de nouer une alliance avec le Parti national libéral, puis constitue finalement une coalition avec l'Union démocrate magyare de Roumanie (UDMR), minoritaire mais soutenue par plusieurs élus indépendants, qui fondent ensuite l'Union nationale pour le progrès de la Roumanie (UNPR), classée au centre gauche de l'échiquier politique. Traian Băsescu continue alors à soutenir la politique de rigueur menée par le gouvernement, en échange d'une aide apportée par le Fonds monétaire international (FMI) et l'Union européenne. Les mesures adoptées, parmi lesquelles la baisse de 25 % du salaire des fonctionnaires, font chuter sa cote de popularité. Il doit faire face à la colère des juges, qui refusent de se soumettre à cette décision et qui, au terme d'un long conflit, parviennent à faire augmenter leurs salaires par le biais de décisions de justice.
Après la démission d'Emil Boc, en février 2012 le président nomme Mihai Răzvan Ungureanu au poste de Premier ministre. Celui-ci est renversé le 27 avril 2012, à la suite de l'adoption d'une motion de censure de l'Union sociale-libérale (USL), alliance regroupant le Parti social-démocrate (centre gauche), le Parti national libéral et le Parti conservateur (centre droit). Traian Băsescu nomme alors le social-démocrate Victor Ponta à la tête du gouvernement. Rapidement, les tensions à la tête de l'exécutif se multiplient. Ainsi, en juin 2012, Victor Ponta limoge plusieurs hauts fonctionnaires réputés proches de Băsescu, puis, alors que la Cour constitutionnelle estime que c'est au chef de l'État de représenter la Roumanie au Conseil européen, le Premier ministre, mandaté par le Parlement, se rend tout de même au sommet européen.

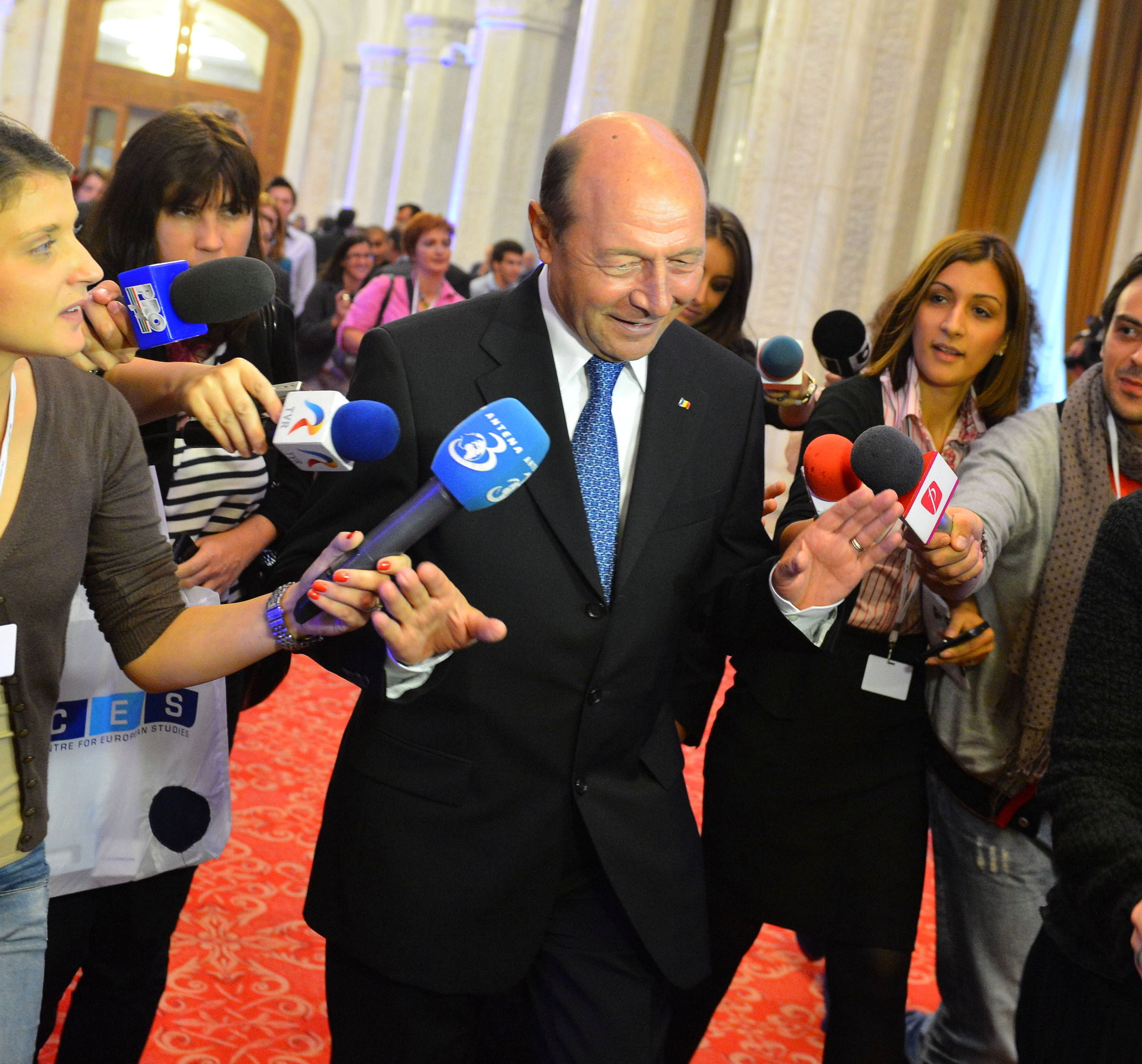
Traian Băsescu, en octobre 2012.

Le 3 juillet 2012, l'Union sociale-libérale, majoritaire au Parlement, révoque notamment les présidents des deux chambres du Parlement, tous deux soutiens de Traian Băsescu. La Cour constitutionnelle dénonce alors des attaques « virulentes et sans précédent » de la part du gouvernement, qui, dès le lendemain, adopte un décret d'urgence réduisant les prérogatives de celle-ci. Le 6 juillet, le Parlement roumain vote la suspension de Băsescu par 258 voix contre 114. Les parlementaires réclamant sa destitution considèrent qu'il a outrepassé ses prérogatives constitutionnelles lors de la mise en place de mesures d'austérité en 2010 et qu'il a usé de son influence sur des questions judiciaires. Le président et ses alliés estiment qu'il s'agit d'une tentative de l'Union sociale-libérale de prendre le contrôle de l'État ; alors que la Roumanie doit intégrer l'espace Schengen, l'Union européenne se dit « ébranlée » et annonce une surveillance renforcée jusqu'à la fin de l'année dans le domaine de la justice et de l'état de droit.
Mais la Cour constitutionnelle valide, le 9 juillet, la suspension du président et la tenue d'un référendum devant conduire à sa destitution,,. Dès le lendemain, le président du Sénat, Crin Antonescu, assure l'intérim. Les partisans de Băsescu appellent à l'abstention lors du scrutin référendaire. Le jour du vote, le 29 juillet, la participation est de 46,2 %, soit inférieure au seuil de 50 % des inscrits nécessaire à la validation du référendum. Traian Băsescu retrouve ses fonctions le 27 août 2012. Par la suite, plusieurs personnalités proches de Victor Ponta sont condamnées, notamment Liviu Dragnea, qui écope en 2016 de deux ans de prison avec sursis pour avoir tenté d'altérer les résultats concernant la participation au vote,,.
Après le référendum, Traian Băsescu appelle à l'apaisement avec le gouvernement et se fait peu présent jusqu'à la tenue des élections législatives de décembre 2012, qui aboutissent à une large victoire de la coalition de l'Union sociale-libérale du Premier ministre sortant, Victor Ponta, que Traian Băsescu se voit contraint de reconduire dans ses fonctions. Progressivement, les tensions entre les deux têtes de l'exécutif réapparaissent.
Alors qu'il ne peut briguer un troisième mandat en raison des dispositions constitutionnelles, Traian Băsescu apporte son soutien à Elena Udrea, candidate du Parti Mouvement populaire (PMP), dont il a soutenu la création à la suite d'une crise interne au Parti démocrate-libéral. Tandis que le président sortant dénonce l'importance des services de renseignement en Roumanie, la campagne présidentielle de 2014 est marquée par plusieurs scandales de corruption. Elena Udrea arrive en quatrième position, avec 5,2 % des voix, et appelle à faire barrage à la candidature de Victor Ponta au second tour. Contrairement à ce qu'annonçaient les sondages, le candidat du centre droit, Klaus Iohannis, l'emporte face à Victor Ponta, et succède à Traian Băsescu le 21 décembre 2014.

#### Propos sur les Roms
Traian Băsescu a tenu à plusieurs reprises des propos discriminatoires à l'égard des Roms. Il a été condamné trois fois à payer une amende pour ses propos : en 2007, pour avoir traité une journaliste de « sale tsigane » (tsigane étant un terme très péjoratif dans la langue roumaine), en 2011 pour avoir accusé les Roms de voler, et en 2014 pour avoir affirmé que « très peu de Roms nomades veulent travailler et nombre d'entre eux vivent de ce qu'ils volent ». Les Roms font encore l'objet de nombreuses discriminations en Roumanie comme dans d'autres pays européens.

### Après la présidence

#### Président du PMP et sénateur

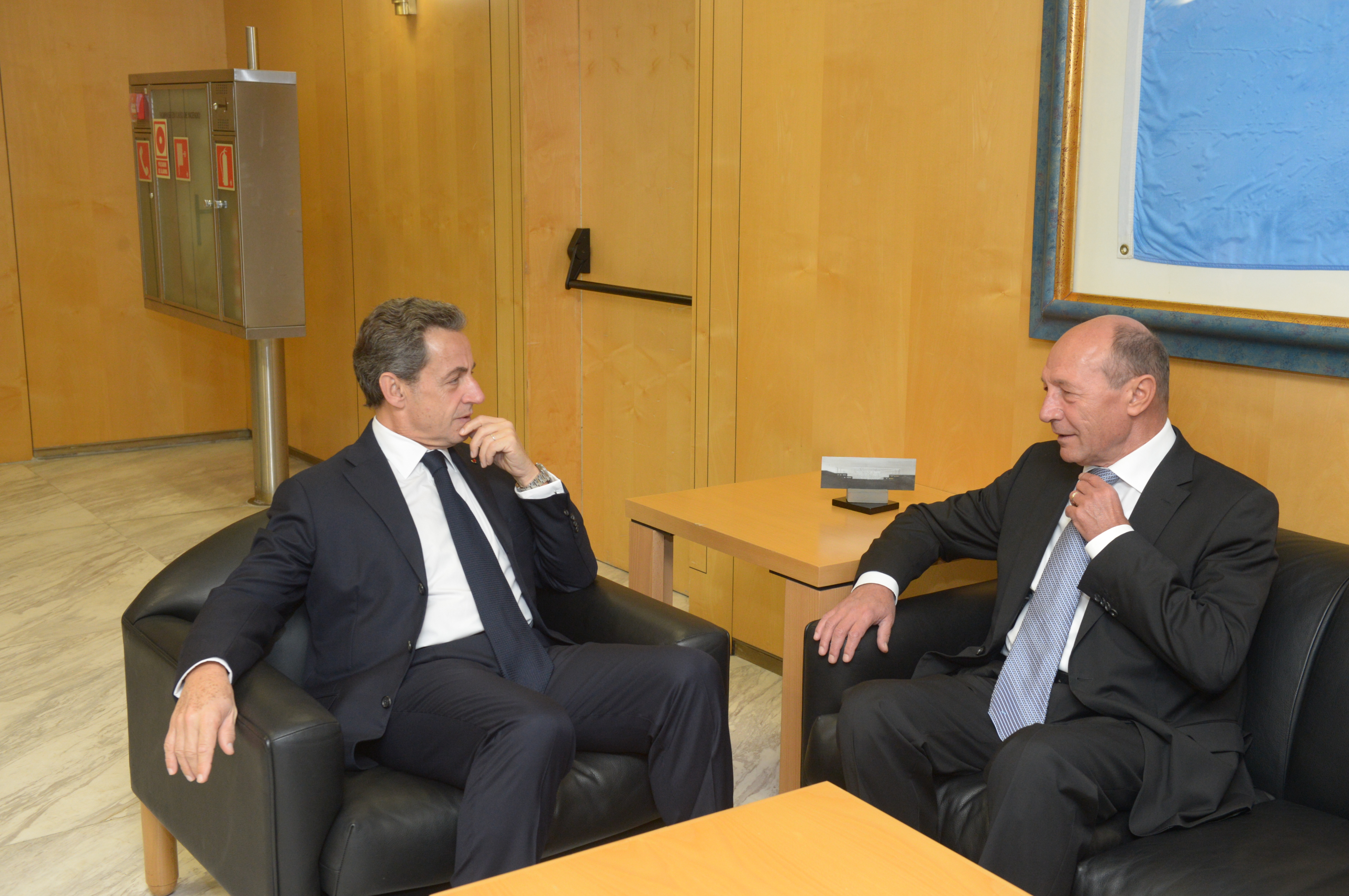
Traian Băsescu avec l'ancien président de la République française Nicolas Sarkozy (2015).

Le 24 octobre 2015, il est élu à l'unanimité président du Parti Mouvement populaire (PMP), auquel il avait adhéré quelques semaines auparavant. Il se fixe notamment pour objectif la réunification de la Roumanie et de la Moldavie, sans prétendre à un mandat électoral.
À l'occasion des élections de 2016, les listes du PMP obtiennent 5,35 % des voix à la Chambre des députés et 5,65 % au Sénat ; le parti réalise notamment de bons scores au sein de la diaspora roumaine. Ce résultat permet au PMP d'obtenir 18 députés et huit sénateurs, parmi lesquels Traian Băsescu.
En juin 2017, il est élu président d'honneur du Parti de l'unité nationale, un parti de droite moldave fondé par Anatol Șalaru qui prône la réunification de la Moldavie et de la Roumanie. À ce titre, il critique la politique pro-russe du président moldave, Igor Dodon, qui lui a d'ailleurs retiré la nationalité moldave. Partisan historique de l'unification de son pays avec son voisin moldave, Traian Băsescu avait multiplié pendant sa présidence les mesures de coopération entre les deux pays, notamment en matière de défense.
Il quitte la tête du PMP en juin 2018, Eugen Tomac lui succédant.

#### Député européen
Lors des élections européennes de 2019, Traian Băsescu est élu député européen. Il siège au sein du groupe du Parti populaire européen (PPE).
Il se présente à la mairie de Bucarest en 2020, face notamment à Nicușor Dan (USR-PLUS-PNL) et à la maire sortante, Gabriela Firea (PSD), qui refusent de débattre avec lui. Il finit en troisième position.
Lors des élections européennes de 2024, il ne brigue pas un second mandat au Parlement européen.